# Snel-Belgwet
De snel-Belgwet is de citeertitel van de Belgische wet van 1 maart 2000 tot wijziging van een aantal bepalingen betreffende de Belgische nationaliteit. Ze was een wijziging van de Belgische nationaliteitswet die het doel had om voor vreemdelingen de toegang tot de Belgische nationaliteit eenvoudiger te maken, als alternatief voor een controversieel gemeentelijk stemrecht voor niet-EU-burgers.  Door de snel-Belgwet gold de Belgische nationaliteitswet destijds als een van de soepelste ter wereld. Buitenlanders die Belg wilden worden, moesten geen enkele landstaal beheersen, geen enkel bewijs van integratiewil vertonen, en onder bepaalde omstandigheden (kinderen van genaturaliseerde Belgen, zowel minder- als meerderjarig) zelfs nooit in België woonachtig geweest zijn. Sinds 1 januari 2013 geldt echter weer een strengere nationaliteitswet, onder welke de aanvrager aan de hiervoor vermelde criteria wél moet voldoen, en zijn of haar meerderjarige kinderen niet meer automatisch in aanmerking komen.

## Inhoud
Onder de snel-Belgwet zijn er meer dan twintig manieren om Belg te worden. De twee belangrijkste zijn echter naturalisatie en nationaliteitsverklaring. Bij een naturalisatie is het verlenen van de Belgische nationaliteit een gunst. Zij is mogelijk na drie jaar wettelijk verblijf in België. De buitenlander kan dan een aanvraag stellen aan de Kamer van Volksvertegenwoordigers, die deze kan afwijzen of toestemmen. Bij een nationaliteitsverklaring is en Belgische nationaliteit een recht. Zij is mogelijk na zeven jaar wettelijk verblijf. De buitenlander kan dan bij de burgerlijke stand aanmelden dat hij of zij Belg wil worden.
In beide gevallen moesten het parket, de staatsveiligheid en de Dienst Vreemdelingenzaken binnen de maand een advies geven over de aanvraag. Kwam dit advies te laat, werd de buitenlander automatisch Belg.
Naast deze korte antwoordtijd, schafte de snel-Belgwet ook een aantal voorwaarden af. Een buitenlander die de Belgische nationaliteit wilde krijgen, moest geen enkele landstaal meer beheersen en moest niet meer bewijzen, dat hij of zij zich in België wilde integreren. De integratiewil werd door de aanvraag om Belg te worden verondersteld.
Meerderjarige kinderen van ouders die na hun geboorte de Belgische nationaliteit hadden aangenomen, konden de Belgische nationaliteit krijgen, zonder ooit in België te hebben gewoond ("cascadesysteem"). Ze moesten echter wel naar België komen om de aanvraag te stellen.

## Geschiedenis
De snel-Belgwet was de eerste grote realisatie van de paars-groene regering-Verhofstadt I. Ze kwam er onder druk van de groene fractie. Zij wilde eigenlijk het migrantenstemrecht (gemeentelijk stemrecht voor buitenlanders die al langer dan vijf jaar wettelijk in België verblijven), maar de liberale fractie was daar tegen. Als compromis besloot men het inburgeringsproces te versoepelen. De wet werd na stemming in 2000 door het Belgische parlement goedgekeurd.
In 2003 werd het migrantenstemrecht dan toch ingevoerd. Hierna wilden een aantal partijen de snel-Belgwet weer verstrengen. Vooral oppositiepartij CD&V (met name parlementsleden Jo Vandeurzen en Nahima Lanjri) uitte veel kritiek op de snel-Belgwet. Ook sp.a en Mieke Vogels (Groen) waren echter al in 2004 voorstander van een verstrenging.
Door de wet-Onkelinx van 1 januari 2007 werden bepaalde delen van de snel-Belgwet aangepast. De adviestermijn werd verlengd van een maand naar vier maanden en het cascadesysteem werd uitgebreid. Meerderjarige, buitenlandse kinderen van nieuwe Belgen konden nu de aanvraag om Belg te worden in de ambassade stellen, waardoor ze Belg konden worden zonder het land ooit te hebben betreden.
Na de verkiezingen van 2007 kwamen de christendemocraten weer aan de macht onder de regering-Leterme I. Hierdoor werd verwacht dat de snel-Belgwet spoedig zou worden herzien. Voor het eerst kwam er een minister van migratie, Annemie Turtelboom (open-VLD). Zij slaagde er echter niet in haar bundel van migratiedossiers door te zetten tegenover cdH en PS, die een snellere regularisatie van illegalen wilden. De regering-Leterme I viel eind 2008 en werd vervangen door de regering-Van Rompuy. Van Rompuy zette Turtelboom af als minister van migratie en maakte in 2009 een grote collectieve regularisatie van illegalen mogelijk, waarna alle energie zich daarop richtte en de snel-Belgwet uit het oog verloren werd.
Tijdens de verkiezingen van 2010 behaalde N-VA een grote overwinning. Hierna volgde de langste regeringsformatie in de geschiedenis van België (541 dagen). Tijdens deze periode waren er ook onderhandelingen over de snel-Belgwet, die culmineerden in een door alle Vlaamse partijen behalve Groen en Vlaams Belang geformuleerd voorstel. Dit werd echter afgekeurd door de Franstalige partijen, waardoor de onderhandelingen weer stilvielen.
Uiteindelijk werd in in het regeerakkoord van de regering-Di Rupo eind 2011 een verstrenging van de snel-Belgwet afgesproken. Deze werd uiteindelijk de wet van 4 december 2012 tot wijziging van het Wetboek van Belgische nationaliteit teneinde het verkrijgen van de Belgische nationaliteit migratieneutraal te maken, die op 1 januari 2013 in werking trad.